# Amintas de Galacia
No confundir con Amintas, Tetrarca de Tectosages.
Amintas de Galacia (en griego antiguo: Ἀμύντας), tetrarca de los trocmos, fue el último rey de Galacia y de varios estados vecinos entre 36 a. C. y 25 a. C., mencionado por Estrabón como coetáneo suyo.  Era hijo de Brogitarix, rey de Galacia,y de Adobogiona, hija del rey Deyótaro. Es de comentar que Brogitarus y Deyótaro gobernaron juntos. 

## Biografía
Amintas parece haber conquistado por primera vez a Licaonia, donde mantuvo más de 300 rebaños. A esto añadió el territorio de Derbe, tras el asesinato de su príncipe, Antípatro de Derbe, el amigo de Cicerón, y las regiones de Isauria y Capadocia con el apoyo de Roma. Originalmente había sido el secretario del rey de Galacia Deyótaro (γραμματεύς), que fue nombrado comandante jefe (στρατηγός, strategos) de los auxiliares de Galacia enviados para ayudar a Bruto y Cassio contra el Segundo Triunvirato, pero desertó a favor de Marco Antonio justo antes de la batalla de Filipos en 42 a. C. 
Después de la muerte de Deyótaro, Amintas de Galacia fue nombrado rey de Galacia en 36 a. C., como gobernante títere del estado clientelar bajo el mandato de Marco Antonio. Plutarco lo menciona entre los aliados de Marco Antonio en la batalla de Actium y se menciona como desertor a Octavio, justo antes de la batalla.
Llevando a cabo sus planes de expansión y tratando de reducir a los rebeldes montañeses que lo rodeaban, Amintas se adueñó del territorio o país de Homonada o Hoinona y mató al príncipe de ese lugar. Su muerte fue vengada por su viuda y Amintas murió en 25 a. C., víctima de una emboscada que ella le tendió. A su muerte, Galacia se convirtió en provincia romana, mientras que Licaonia y Cilicia le fueron dadas a Arquelao de Capadocia en 20 a. C.

## Descendencia
Amintas fue el padre de Artemidoros de Trocmi, un noble de Galacia, que se casó con una princesa de los tectosages, la hija de Amintas, Tetrarca de los Tectosages. Fueron los padres de Cayo Julio Severo, un noble de Acmonia en Galacia, quien a su vez fue padre del ya senador romano Cayo Julio Baso, procónsul de Bitinia en 98, y Cayo Julio Severo, un tribuno de la Legio VI Ferrata.